# آیین‌نامه

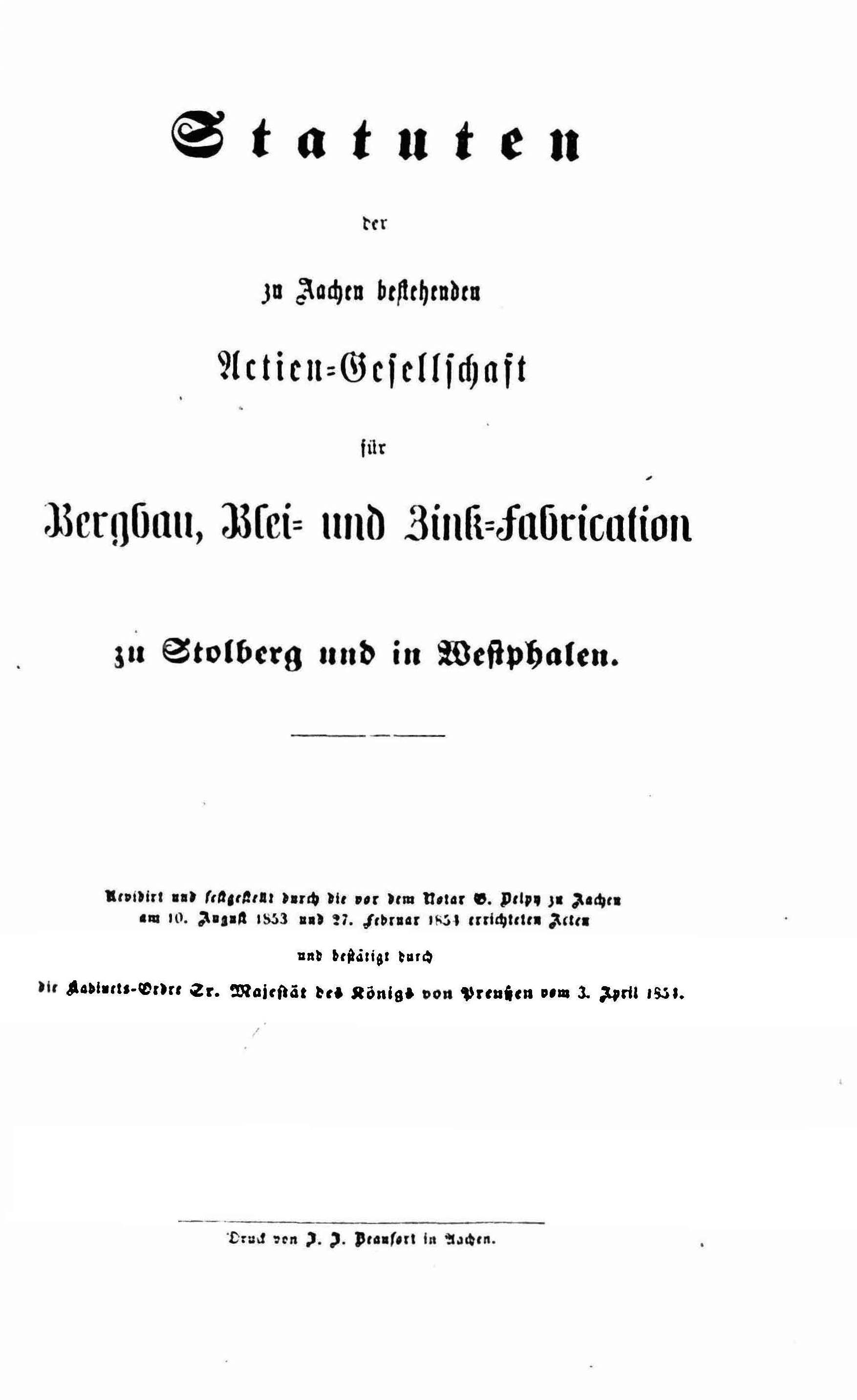
آیین‌نامه

آیین‌نامه به مقرراتی گفته می‌شود که توسط مقامات صلاحیت‌دار (مانند وزیر و شهردار) وضع و در معرض اجرا قرار می‌گیرند. خواه هدف آن تسهیل اجرا و تشریح قانونی از قوانین موضوعه باشد؛ خواه در مواردی باشد که اساساً قانونی وضع نشده‌است، که به آن نظام‌نامه هم گفته می‌شود.
آیین‌نامه در جایی که مخالف یا مغایر با قانون است، تاب مقاومت در برابر قانون را ندارد. تفاوت اساسی قانون و آیین‌نامه در مراجع تصویب‌کنندهٔ آن‌ها است؛ به طوری‌که قانون از مجاری مجالس تنقیح و تصویب می‌گردد، ولی آیین‌نامه توسط سازمان‌های دولتی مصوب می‌گردد؛ ضمن این‌که ابطال آیین‌نامه‌های مغایر با قانون با دیوان عدالت اداری است.
همچنین مجموعه مقرراتی را که توسط هیئت وزیران یا یکی از آنها برای اجرای قوانین مصوب مجلس یا انجام امور مستقل ایجاد می‌گردد، آیین‌نامه می‌گویند. به‌طور کلی ضوابط قانونی در سلسله مراتب طولی به این ترتیب قرار می‌گیرند: قانون اساسی، قوانین عادی (قوانین مصوب مجلس)، آیین‌نامه‌ها و نظام‌نامه‌ها، بخشنامه‌ها و تصویب‌نامه‌ها. فایده تقسیم‌بندی مزبور در لزوم تبعیت هر قانون از قانون بالاتر می‌باشد؛ بنابراین آیین‌نامه‌ها نباید مخالف قانون (اعم از اساسی و عادی) باشند. به موجب اصل ۱۳۸ قانون اساسی: اصل ۱۳۸ - علاوه بر مواردی که هیئت وزیران یا وزیری مأمور تدوین آیین‌نامه‌های اجرایی قوانین می‌شود، هیئت وزیران حق دارد برای انجام وظایف اداری و تأمین اجرای قوانین و تنظیم سازمانهای اداری به وضع تصویب‌نامه و آیین‌نامه بپردازد. هر یک از وزیران نیز در حدود وظایف خویش و مصوبات هیئت وزیران حق وضع آیین‌نامه و صدور بخشنامه را دارد ولی مفاد این مقررات نباید با متن و روح قوانین مخالف باشد.

## انواع
آیین‌نامه‌ها سه دسته هستند:
۱_ آیین‌نامه‌های اجرایی: که خود دو دسته هستند:
- پارلمانی: در صورتی است که در متن قانون مصوب مجلس لزوم تصویب آیین‌نامه پیش‌بینی گردد.
- توسط تصمیم خود مجریه

۲_آیین‌نامه‌های مستقل
۳_آیین‌نامه‌های تفویضی